# Метс, Пауль
Пауль Метс (дат. Paul Metz; 17 ноября 1892, Копенгаген — 8 сентября 1975, Гентофте, Копенгаген) — датский хоккеист на траве, полевой игрок. Серебряный призёр летних Олимпийских игр 1920 года.

## Биография
Пауль Метс родился 17 ноября 1892 года в датском городе Копенгаген.
Играл в хоккей на траве за «Копенгаген».
В 1920 году вошёл в состав сборной Дании по хоккею на траве на летних Олимпийских играх в Антверпене и завоевал серебряную медаль. Играл в поле, провёл 2 матча, мячей (по имеющимся данным) не забивал.
Умер 8 сентября 1975 года в датском городе Гентофте.